# Joe Roberts (Schauspieler)
Joe Roberts (* 2. Februar 1871 in Albany, New York; † 28. Oktober 1923 in Los Angeles, Kalifornien) war ein US-amerikanischer Schauspieler bei Vaudeville und Stummfilm.

## Leben und Karriere
Joe Roberts hatte zunächst eine lange Karriere als Komiker in Vaudeville-Shows. Die gemeinsamen Auftritte mit seiner ersten Frau Lillian Stuart führten Roberts quer durch die USA. Ab 1910 waren Joe Roberts und seine Frau Teil eines Schauspielensembles von Joe Keaton. Roberts und Keaton standen jahrelang gemeinsam auf Vaudeville-Bühnen und befreundeten sich auch privat.
Mit fast fünfzig Jahren wurde Roberts 1920 Filmdarsteller in der damals aufstrebenden Filmindustrie Hollywoods. Sein Filmdebüt machte er als fauler und unhöflicher Klavierlieferant in Flitterwochen im Fertighaus neben Buster Keaton, dem Sohn seines alten Bühnenpartner s Joe Keaton. Bis 1923 wurde Roberts in insgesamt 19 Filmen neben Buster Keaton eingesetzt.  Roberts bildete mit seinem Übergewicht, 1,91 Meter Körpergröße und einem Schnauzbart den Gegenpart zum schmächtig wirkenden, jungenhaften Keaton. Daher spielte er häufig körperlich überlegene Antagonisten (sogenannte heavies); häufig Schurken, Väter oder Autoritätspersonen, unter denen Keaton im Verlaufe des Filmes leiden muss. Roberts übernahm Rollen in 17 der insgesamt 19 Buster-Keaton-Kurzfilme und wurde so zum einzigen regelmäßigen Nebendarsteller, den Keaton je hatte.
Außerhalb seiner Auftritte mit Keaton drehte Roberts nur wenige Filme, darunter mehrere Kurzfilm-Komödien an der Seite von Bobby Dunn sowie die Liebeskomödie The Primitive Lover (1922) mit Keatons Schwägerin Constance Talmadge. In Keatons ersten Langfilmen Drei Zeitalter und Verflixte Gastfreundschaft von 1923 spielte er jeweils den Vater der weiblichen Hauptdarstellerin. Sein größerer Auftritt in Verflixte Gastfreundschaft als rachsüchtiger Patriarch eines Familienclans bot Roberts dabei auch die Chance zu einer ernsthafteren Charakterrolle. Am Set von Verflixte Gastfreundschaft erlitt er seinen ersten Schlaganfall, er bestand jedoch darauf, den Film zu Ende zu drehen. Nur wenige Wochen nach Beendigung der Dreharbeiten ereilte Joe Roberts ein zweiter Schlaganfall, an welchem er im Alter von 52 Jahren verstarb.

## Filmografie (Auswahl)
Mit Keaton

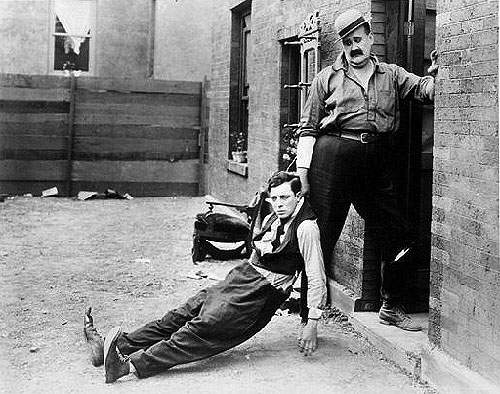
Joe Roberts (rechts) und Buster Keaton in Neighbors (1920)

- 1920: Flitterwochen im Fertighaus (One Week, Kurzfilm)
- 1920: Buster Keaton als Sträfling (Convict 13, Kurzfilm)
- 1920: Buster Keatons Trauung mit Hindernissen (The Scarecrow, Kurzfilm)
- 1920: Nachbarschaft im Klinch (Neighbors, Kurzfilm)
- 1921: Buster Keaton bekämpft die blutige Hand (The High Sign, Kurzfilm)
- 1921: Das verwunschene Haus (The Haunted House, Kurzfilm)
- 1921: Hard Luck (Kurzfilm)
- 1921: Die Ziege (The Goat, Kurzfilm)
- 1921: Im Theater (The Playhouse, Kurzfilm)
- 1922: Das Bleichgesicht (The Paleface, Kurzfilm)
- 1922: Buster und die Polizei (Cops, Kurzfilm)
- 1922: My Wife’s Relations (Kurzfilm)
- 1922: Der Hufschmied (The Blacksmith, Kurzfilm)
- 1922: Im hohen Norden (The Frozen North, Kurzfilm)
- 1922: Das vollelektrische Haus (The Electric House, Kurzfilm)
- 1922: Tagträume (Day Dreams, Kurzfilm)
- 1923: Eine abenteuerliche Seereise (The Love Nest, Kurzfilm)
- 1923: Drei Zeitalter (Three Ages)
- 1923: Verflixte Gastfreundschaft (Our Hospitality)

Ohne Keaton
- 1921: His Meal Ticket (Kurzfilm)
- 1921: Who’s Who (Kurzfilm)
- 1921: The Devilish Romeo (Kurzfilm)
- 1921: Der kleine Lord (Little Lord Fauntleroy)
- 1922: The Primitive Lover
- 1923: The Fourflusher (Kurzfilm)
- 1923: No Loafing (Kurzfilm)
- 1924: The Misfit (Kurzfilm)